# Les Missions de l'agent secret E-1000
Les Missions de l'agent secret E-1000 est une bande dessinée humoristique créée par Christian Godard de neuf récits complets parue dans Pilote entre 1962 et 1967.

## Le thème
La Strychninie est un pays de haute réputation gastronomique grâce à ses célèbres nouilles aux œufs. La Belladonie, sa voisine, enrage car sa principale industrie, les coquillettes, n’a pas la même renommée que les nouilles strychniniennes. C’est pour cela que le professeur Barby-Thurick teste en permanence de nouvelles recettes susceptibles de surpasser les produits strychniniens. Mais ses expériences multiples s’avérant décevantes, les services secrets belladoniens n’hésitent pas à franchir le rideau de fer blanc qui sépare les deux pays.
Le chef des espions strychniniens, le colonel d’Haut-Perett, sait qu’il peut compter sur son meilleur agent, E-1000. Celui-ci se heurte bien évidemment avec son alter ego belladonien, Eustache Dancre.

## L’intérêt de la série
Au moment où débute cette série, Christian Godard, jeune trentenaire, est déjà un des collaborateurs réguliers de Pilote. Dès le no 1  il signe, sur un scénario de Goscinny, Jacquot le Mousse puis Tromblon et Bottaclou en récits complets et avec le même scénariste.
E.1000 est la première série qu’il signe dans Pilote en tant qu’auteur complet (scénario et dessins). Un an plus tard il récidivera avec Norbert et Kari, une série à suivre.

## Publications

### Pilote
À l’époque les hebdomadaires de bandes dessinées n’avaient qu’une moitié de leurs pages en couleurs, le reste étant en bichromie. C’est le cas ici.
| Numéro | no de Pilote - Année | Titre                          | Nombre de Planches |
| ------ | -------------------- | ------------------------------ | ------------------ |
| 1      | #119 (1962)          | Sans titre                     | 4                  |
| 2      | #135 (1962)          | Sans titre                     | 8                  |
| 3      | #142 (1962)          | Sans titre                     | 8                  |
| 4      | #146 (1962)          | Sans titre                     | 8                  |
| 5      | #163 (1962)          | Sans titre                     | 6                  |
| 6      | #171 (1963)          | Sans titre                     | 8                  |
| 7      | #176 (1963)          | Sans titre                     | 6                  |
| 8      | #185 (1963)          | Plein Gaz                      | 6                  |
| 9      | #394 (1967)          | Coup de bambou sur la banquise | 6                  |

### Album
Les missions de l’agent secret E-1000 -1974 Glénat.
Cet album en noir et blanc reprend seulement une partie des histoires. Pour l'occasion des titres ont été donnés aux différents récits précédemment sans titre.